# デイヴィッド・マクミラン
デイヴィッド・ウィリアム・クロス・マクミラン（Sir David William Cross MacMillan、1968年3月16日 - ）はアメリカ合衆国の有機化学者。プリンストン大学教授。不斉有機触媒であるマクミラン触媒を用いた不斉合成や可視光レドックス触媒を用いた有機合成の研究で著名な化学者である。2021年にベンジャミン・リストとともにノーベル化学賞を受賞した。

## 経歴
スコットランド・ノース・ラナークシャー生まれ。1998年に博士研究員としてハーバード大学にてデヴィッド・エヴァンスの下で研究を行なった。当時の研究は、スズ-ビスオキサゾリン触媒を用いた不斉アルドール反応の開発であった。
同年、カリフォルニア大学バークレイ校に着任、独立。2000年、カリフォルニア工科大学に異動。さらに2006年、プリンストン大学に着任、現在に至る。2012年王立協会フェロー選出。

## 研究
マクミランは、2000年のカリフォルニア工科大学時代にマクミラン触媒と呼ばれるイミダゾリジノン骨格をもつ不斉触媒を設計、開発を行なった 。それを用いた様々な不斉合成の開発も行なっている 。マクミラン触媒は天然物の全合成にも用いられており、有用な有機分子触媒である。
また、2007年にSOMO-activationによる新たな合成方法を提唱。その後、2008年には酸化剤の代わりに可視光レドックス触媒を用いた不斉カップリング反応を報告した。

## 主な受賞歴
- 2004年 コーディー・モーガン賞
- 2007年 向山賞
- 2007年 アーサー・C・コープ スカラー賞
- 2017年 野依賞
- 2018年 名古屋ゴールドメダル[8]
- 2019年 センテナリー賞
- 2021年 ノーベル化学賞[9]
- 2022年 キラリティーメダル
- 2024年 F・A・コットン・メダル